# 希靈登
希靈登（英語：Hillingdon）是倫敦郊區的一個地區，屬於希靈登倫敦自治市，位於查令十字以西14.2英里處（22.8公里）。希靈登在古代曾屬於米德塞克斯。1920年代，希靈登人口快速增加。1965年，希靈登被劃入大倫敦地區。

## 外部連結
- London Borough of Hillingdon （页面存档备份，存于）
- The Parade c.1960, Hillingdon - Francis Frith
- Uxbridge Lido - now Hillingdon Sports and Leisure Complex